# A Semblance of Normality
A Semblance of Normality è l'undicesimo album in studio del gruppo folk metal britannico Skyclad, pubblicato nel 2004.
Il disco è stato registrato in Italia, precisamente a Ventimiglia.

## Tracce
1. Intro (Pipes Solo) – 0:53
2. Do They Mean Us – 3:26
3. A Good Day to Bury Bad News – 4:42
4. Anotherdrinkingsong – 3:53
5. A Survival Campaign – 3:45
6. The Song of No-Involvement – 3:34
7. The Parliament of Fools – 3:10
8. Ten Little Kingdoms – 2:50
9. Like... A Ballad for the Disenchanted – 4:32
10. Lightening the Load – 4:54
11. NTRWB – 3:32
12. Hybrid Blues – 6:29
13. Outro (The Dissolution of Parliament) – 1:39